# 究極対戦!!デジモンバトルターミナル
究極対戦!!デジモンバトルターミナルは、カードを読み込ませて戦うデータカードダスの一つ。
使用するカードはデジタルモンスターカードゲームで使用されていたものを発展させたもの（デジタルモンスターカードゲームα）で、裏表両面でデザインを大幅に変えているほか、新たにコスト、スピード、HP、D-αコード効果レベルなどのパラメータが付加されている。
2006年5月下旬より1弾 - 7弾まで七大魔王をボスとするシリーズが2007年5月下旬まで展開した後、2007年8月上旬以降は「究極対戦!!デジモンバトルターミナル02」として新シリーズに突入し、1弾 - 3弾まで展開し、その後はカードが3弾のもののバージョン4 - バージョン6まで展開した。2008年4月下旬に稼働が終了した。

## 遊び方
1. カードを買うか（赤のボタン）、ゲームをはじめるか（緑のボタン）、デジヴァイスモード（青のボタン）のどれかを20秒以内に選ぶ。
2. 100円玉を入れる。
3. 手順に沿ってそれぞれのモード選ぶ。
4. カードをスキャンする。その後はゲームを行うことができる。
5. カードを買うを選んだ場合は、その場でカードを買うことができる。